# Sankt Gallenkirch
Sankt Gallenkirch is een gemeente in de Oostenrijkse deelstaat Vorarlberg, gelegen in het district Bludenz (BZ). De gemeente heeft ongeveer 2500 inwoners.

## Ski info
St. Gallenkirch ligt aan de voet van een aantal bergketens. Gortipohl hoort bij de gemeente St. Gallenkirch. Het skigebied Silvretta Nova heeft haar gewone uitstraling behouden. Het algemene prijsniveau ligt hier lager dan in skigebieden van vergelijkbare grootte. De cabinebanen van St. Gallenkirch liggen aan weerszijden buiten het dorp, dus zijn te bereiken met de auto of skibus. Ten westen van St. Gallenkirch gaat een cabinebaan. Op 1650 meter hoogte is een middenstation en een sneeuwzekere oefenlift voor beginners. Vanaf hier is via een blauw spoor de lange stoeltjeslift te bereiken. Een rode en een blauwe piste slingeren omlaag naar het dal.

## Geografie
Sankt Gallenkirch heeft een oppervlakte van 127,83 km². Het ligt in het westen van het land.
Bartholomäberg · Blons · Bludenz · Bludesch · Brand · Bürs · Bürserberg · Dalaas · Fontanella · Gaschurn · Innerbraz · Klösterle · Lech · Lorüns · Ludesch · Nenzing · Nüziders · Raggal · Sankt Anton im Montafon · Sankt Gallenkirch · Sankt Gerold · Schruns · Silbertal · Sonntag · Stallehr · Thüringen · Thüringerberg · Tschagguns · Vandans
- Gemeinsame Normdatei: 4255140-7
- Nationale Bibliotheek van Tsjechië: ge1201763
- Virtual International Authority File: 236458375